# La Gonfrière
La Gonfrière est une commune française, située dans le département de l'Orne en région Normandie, peuplée de 274 habitants.

## Géographie
La Gonfrière est composée de plusieurs hameaux (la Trésorière, le Pommier-Fal, le Chesnay, les Hauts Coureurs, etc.). Elle se situe en pays d'Ouche, à 15 km au nord-ouest de la ville de L'Aigle.
La commune est traversée par la Charentonne, affluent de la Risle.

### Hydrographie
La commune est située dans le bassin Seine-Normandie. Elle est drainée par la Charentonne, le Val de Couvains, un bras de Bréquigny, le cours d'eau 02 de la commune de la Gonfrière, le fossé 01 de la commune de la Gonfrière et divers autres petits cours d'eau,.le ruisseau de Brequigny,
La Charentonne, d'une longueur de 63 km, prend sa source dans la commune de Saint-Evroult-Notre-Dame-du-Bois et se jette  dans la Risle à Nassandres sur Risle, après avoir traversé 16 communes. Les caractéristiques hydrologiques de la Charentonne sont données par la station hydrologique située sur la commune de Ferrières-la-Verrerie. Le débit moyen mensuel est de 0,528 m3/s. Le débit moyen journalier maximum est de 15,9 m3/s, atteint lors de la crue du 12 juin 2018. Le débit instantané maximal est quant à lui de 28,5 m3/s, atteint le même jour.

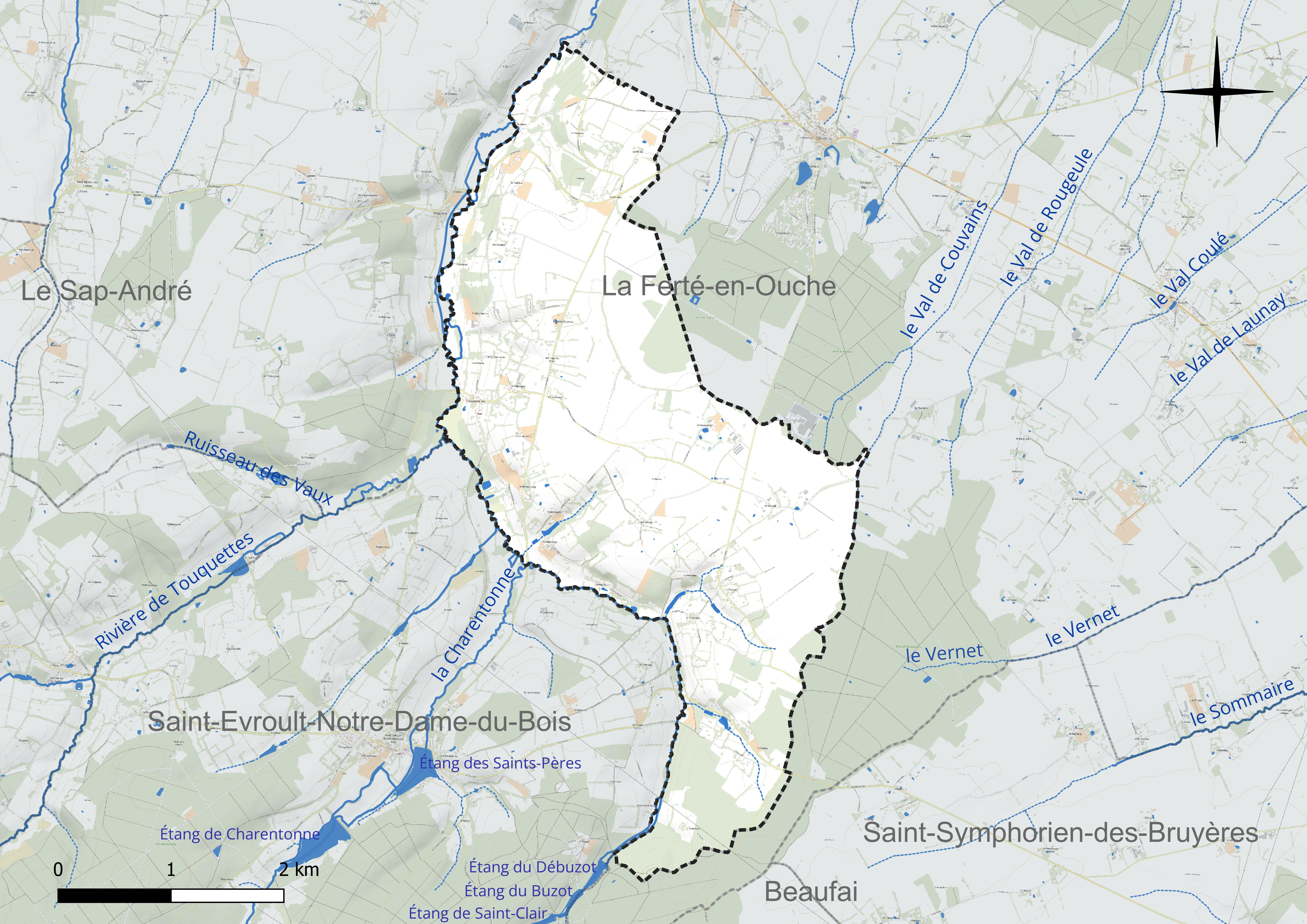
Réseau hydrographique de la Gonfrière.

### Climat
Pour des articles plus généraux, voir Climat de la Normandie et Climat de l'Orne.
En 2010, le climat de la commune est de type climat océanique dégradé des plaines du Centre et du Nord, selon une étude du CNRS s'appuyant sur une série de données couvrant la période 1971-2000. En 2020, Météo-France publie une typologie des climats de la France métropolitaine dans laquelle la commune est dans une zone de transition entre le climat océanique et le climat océanique altéré et est dans la région climatique Normandie (Cotentin, Orne), caractérisée par une pluviométrie relativement élevée (850 mm/a) et un été frais (15,5 °C) et venté. Parallèlement le GIEC normand, un groupe régional d’experts sur le climat, différencie quant à lui, dans une étude de 2020, trois grands types de climats pour la région Normandie, nuancés à une échelle plus fine par les facteurs géographiques locaux. La commune est, selon ce zonage, exposée à un « climat contrasté des collines », correspondant au Pays d'Ouche et au Perche et bénéficiant d’un caractère continental affirmé avec des précipitations atténuées et des amplitudes thermiques fortes.
Pour la période 1971-2000, la température annuelle moyenne est de 9,7 °C, avec une amplitude thermique annuelle de 13,8 °C. Le cumul annuel moyen de précipitations est de 831 mm, avec 13,1 jours de précipitations en janvier et 8,5 jours en juillet. Pour la période 1991-2020, la température moyenne annuelle observée sur la station météorologique la plus proche, située sur la commune de La Ferté-en-Ouche à 4 km à vol d'oiseau, est de 10,6 °C et le cumul annuel moyen de précipitations est de 797,5 mm,. Pour l'avenir, les paramètres climatiques de la commune estimés pour 2050 selon différents scénarios d’émission de gaz à effet de serre sont consultables sur un site dédié publié par Météo-France en novembre 2022.

## Urbanisme

### Typologie
Au 1er janvier 2024, La Gonfrière est catégorisée commune rurale à habitat très dispersé, selon la nouvelle grille communale de densité à sept niveaux définie par l'Insee en 2022.
Elle est située hors unité urbaine. Par ailleurs la commune fait partie de l'aire d'attraction de L'Aigle, dont elle est une commune de la couronne,. Cette aire, qui regroupe 32 communes, est catégorisée dans les aires de moins de 50 000 habitants,.

### Occupation des sols
L'occupation des sols de la commune, telle qu'elle ressort de la base de données européenne d’occupation biophysique des sols Corine Land Cover (CLC), est marquée par l'importance des territoires agricoles (88 % en 2018), une proportion identique à celle de 1990 (88 %). La répartition détaillée en 2018 est la suivante : 
prairies (48,2 %), terres arables (37 %), forêts (12 %), zones agricoles hétérogènes (2,8 %). L'évolution de l’occupation des sols de la commune et de ses infrastructures peut être observée sur les différentes représentations cartographiques du territoire : la carte de Cassini (XVIIIe siècle), la carte d'état-major (1820-1866) et les cartes ou photos aériennes de l'IGN pour la période actuelle (1950 à aujourd'hui).

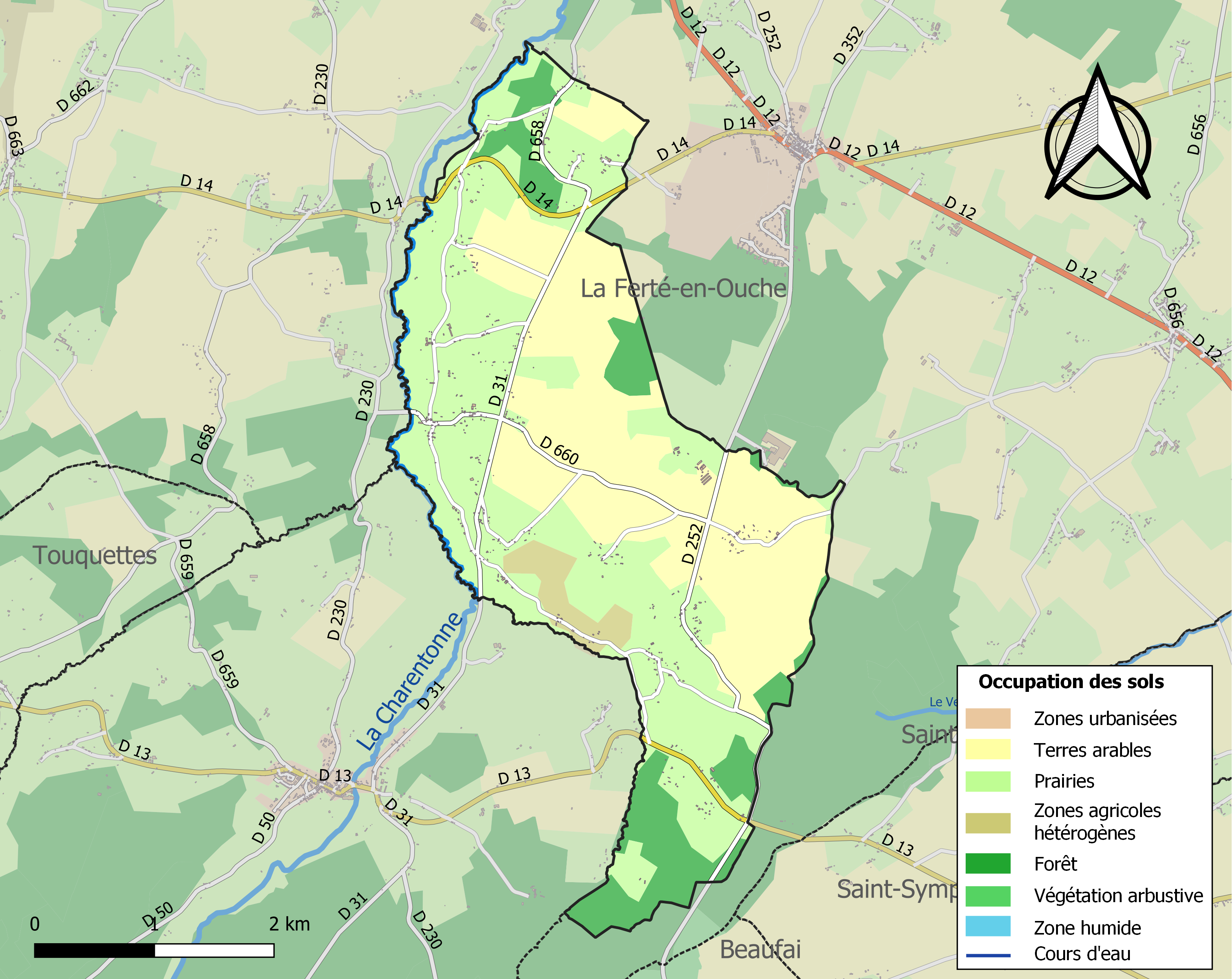
Carte des infrastructures et de l'occupation des sols de la commune en 2018 (CLC).

## Toponymie
Le nom de la localité est attesté sous la forme Gonfrearia vers 1370,

## Politique et administration
| Période                                  | Période      | Identité           | Étiquette | Qualité                                                                |
| ---------------------------------------- | ------------ | ------------------ | --------- | ---------------------------------------------------------------------- |
| avant 1951                               | ?            | Raymond Le Terrier | SFIO      | Cultivateur, Conseiller de la République (1946-1948), ancien résistant |
| juin 1995                                | janvier 2015 | Jean-Claude Piche  | SE        | Agriculteur                                                            |
| mars 2015                                | En cours     | Nadège Trouillet   | SE        | Secrétaire                                                             |
| Les données manquantes sont à compléter. |              |                    |           |                                                                        |

## Démographie
L'évolution du nombre d'habitants est connue à travers les recensements de la population effectués dans la commune depuis 1793. Pour les communes de moins de 10 000 habitants, une enquête de recensement portant sur toute la population est réalisée tous les cinq ans, les populations de référence des années intermédiaires étant quant à elles estimées par interpolation ou extrapolation. Pour la commune, le premier recensement exhaustif entrant dans le cadre du nouveau dispositif a été réalisé en 2004.
En 2022, la commune comptait 274 habitants, en évolution de −12,18 % par rapport à 2016 (Orne : −3,21 %, France hors Mayotte : +2,11 %).
| 1793 | 1800 | 1806 | 1821 | 1836 | 1841 | 1846 | 1851 | 1856 |
| ---- | ---- | ---- | ---- | ---- | ---- | ---- | ---- | ---- |
| 553  | 495  | 568  | 573  | 537  | 532  | 491  | 455  | 421  |

| 1861 | 1866 | 1872 | 1876 | 1881 | 1886 | 1891 | 1896 | 1901 |
| ---- | ---- | ---- | ---- | ---- | ---- | ---- | ---- | ---- |
| 460  | 460  | 424  | 392  | 442  | 393  | 392  | 350  | 356  |

| 1906 | 1911 | 1921 | 1926 | 1931 | 1936 | 1946 | 1954 | 1962 |
| ---- | ---- | ---- | ---- | ---- | ---- | ---- | ---- | ---- |
| 349  | 301  | 298  | 329  | 312  | 302  | 295  | 287  | 232  |

| 1968 | 1975 | 1982 | 1990 | 1999 | 2004 | 2006 | 2009 | 2014 |
| ---- | ---- | ---- | ---- | ---- | ---- | ---- | ---- | ---- |
| 186  | 168  | 167  | 190  | 236  | 280  | 280  | 289  | 306  |

| 2019 | 2022 | - | - | - | - | - | - | - |
| ---- | ---- | - | - | - | - | - | - | - |
| 282  | 274  | - | - | - | - | - | - | - |

## Économie
La commune est marquée par la présence d'exploitations agricoles qui pratiquent l'élevage (lait, viande bovine) et de plusieurs artisans.
Un commerce ambulant dessert hebdomadairement La Gonfrière.
Plusieurs offres d'hébergement comme des gîtes entretiennent une activité touristique.

## Lieux et monuments
- L'église, située dans le bourg.